# مانويل غارسيا لونا
مانويل غارسيا لونا (بالإسبانية: Manuel García Luna)‏ (11 يناير 1984 بمدينة مكسيكو في المكسيك - ) هو لاعب كرة قدم مكسيكي في مركز الهجوم. لعب مع A.D. Chalatenango ‏ ونادي جامعة  السلفادور ‏.